# بيتر لاكس
بيتر لاكس (بالمجرية: Lax Péter)‏ هو عالم رياضيات أمريكي مجري المولد، وهو صاحب نظرية التكافؤ للاكس.

## وصلات خارجية
- بيتر لاكس على موقع الموسوعة البريطانية (الإنجليزية)